# Złamanie patologiczne

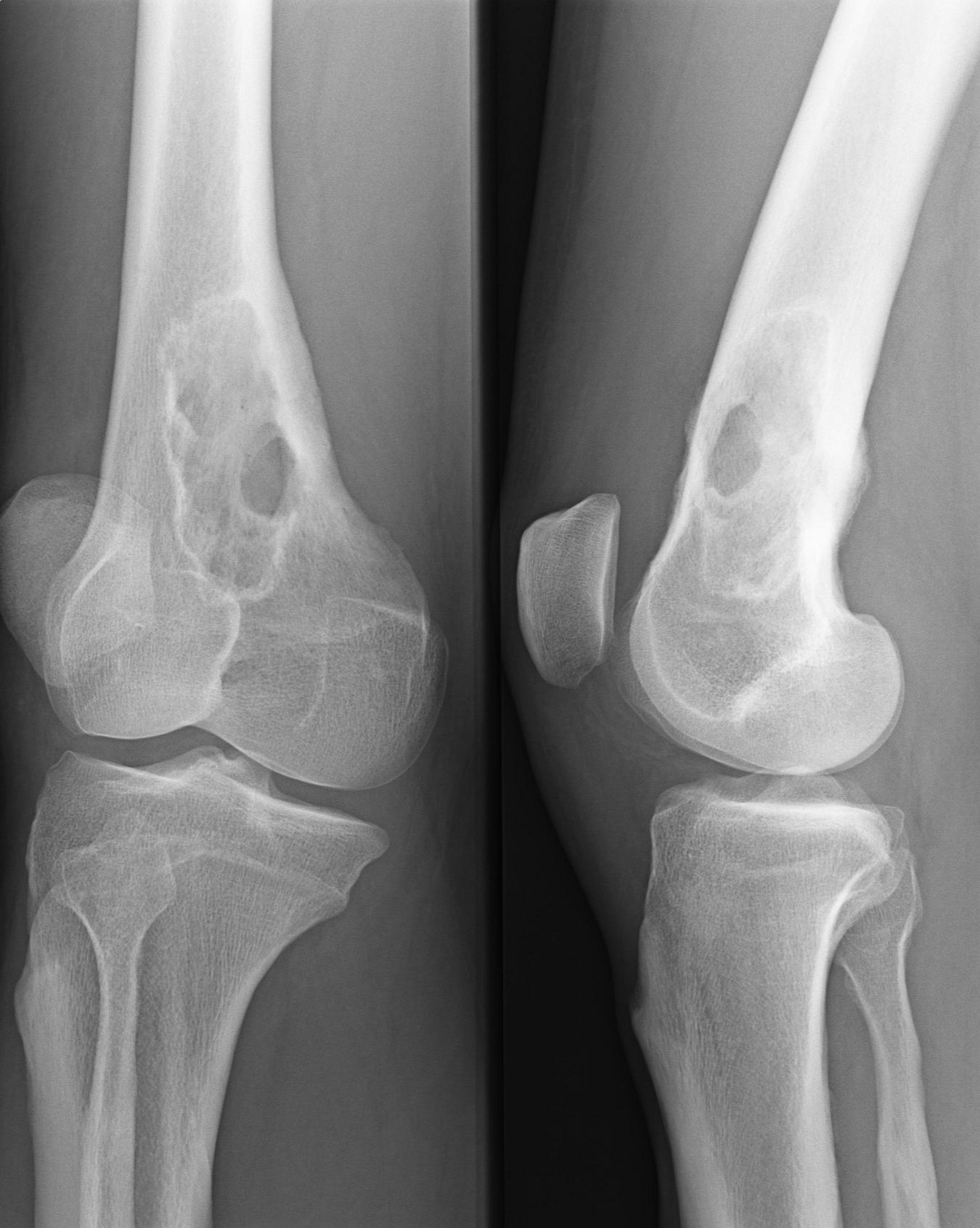
Ognisko lityczne w kości udowej, mogące stać się punktem wyjścia złamania patologicznego

Złamanie patologiczne (łac. fractura pathologica) – złamanie kości zachodzące w wyniku drobnego urazu, a często bez uchwytnego urazu, przy czym struktura tkanki kostnej osłabiona jest w wyniku uogólnionego lub miejscowego procesu chorobowego. Może je wywołać nawet błahy uraz, który w warunkach fizjologicznych nie powoduje uszkodzenia.
Do najczęstszych przyczyn złamania patologicznego należą:
- choroby nowotworowe kości:
  - przerzuty nowotworowe do kości:
    - raka sutka
    - raka gruczołu krokowego
    - raka płuca
    - raka nerki
    - raka tarczycy

  - pierwotne guzy kości:
    - kostniakomięsak
    - mięsak Ewinga
    - guz olbrzymiokomórkowy
    - inne mięsaki
    - torbiele

  - szpiczak mnogi
- odwapnienie (osteomalacja) i osteoliza w następstwie zapaleń swoistych lub nieswoistych – na przykład gruźlica kości
- miejscowe zmiany zwyrodnieniowe wrodzone lub nabyte tkanki kostnej
- zaburzenia osteogenezy – wrodzona łamliwość kości, osteoporoza (znaczny zanik tkanki kostnej), choroba Pageta
- wtórne odwapnienie/zanik kostny w następstwie: zaburzeń hormonalnych (np. osteodystrofia nerkowa), naczynioruchowych (zespół Sudecka) i unerwienia, awitaminoz, chorób spichrzeniowych, unieruchomienia i nieczynności, toksycznego uszkodzenia nerwów i tkanki kostnej (alkoholizm, cukrzyca, kiła), uszkodzenia macierzy i zdolności do regeneracji kości poprzez energię promienistą lub elektryczną oraz uszkodzeń jatrogennych.

Złamaniu patologicznemu może ulegać w zasadzie każda kość, najgroźniejsze są jednak złamanie szyjki kości udowej oraz mnogie złamania kompresyjne kręgów.
W przebiegu licznych złamań kompresyjnych dochodzi do postępującego zmniejszania się wzrostu, niekiedy do tego stopnia, że łuki żebrowe opierają się na talerzach kości biodrowej. Prowadzi to do niewydolności oddechowej, niewydolności krążenia i zaburzeń funkcjonowania przewodu pokarmowego, rzadkie są uszkodzenia rdzenia kręgowego i wynikające stąd porażenia poprzeczne. Najczęstszą przyczyną mnogich złamań kompresyjnych jest osteoporoza.

## Leczenie
Leczenie zależy od przyczyny złamania. Najważniejsze jest zapobieganie złamaniom poprzez, dostosowaną indywidualnie do przypadku, terapię choroby podstawowej.
Rodzaje postępowania:
- leczenie ortopedyczne – nastawienie i unieruchomienie złamania, aż do uzyskania zrostu kostnego
- przeszczepienie (autogeniczne lub z materiałem alloplastycznym) – zastąpienie uszkodzonego odcinka kości
- amputacja lub wyłuszczenie w stawie – niekiedy w przypadku nowotworów (gdy jest to konieczne)